# Mediatrix

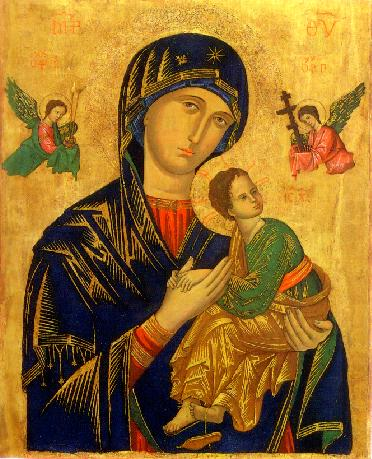
Den bysantinska ikonen Vår Fru av den ständiga hjälpen är ett exempel på innebörden av begreppet mediatrix. Jungfru Maria, som håller Jesusbarnet i famnen, är här flankerad av ärkeänglarna Mikael och Gabriel.

Mediatrix avser i katolsk teologi ett mariologiskt begrepp som handlar om Jungfru Marias funktion som förmedlare av all nåd i frälsningsprocessen. Termen anger att Jungfru Maria är delaktig i detta genom och under sin son Jesus, i och med en kraft att ge nåd. Teorin är inte formellt godtagen som dogm inom Romersk-katolska kyrkan, men samman med teorin om co-redemptrix (medfrälserska) har flera framställningar gjorts för den saken.
Mediatrix kan förstås på två sätt. Antingen ses Maria därmed som delaktig i världens frälsning såsom Kristi föderska, eller som delaktig för den enskilda individens frälsning efter att hon upptagits till himmelen i och med att katoliker vänder sig till henne för förböner (som i Ave Maria). Frågan om mediatrix handlar för katoliker även om på vilket sätt Maria skulle vara delaktig. Teorin om mediatrix anses inte av dess förespråkare emotsäga att Jesus skulle vara den enda vägen till människans frälsning.
Som stöd för synen på Maria som mediatrix brukar anföras bland annat påve Leo XIII:s Adiutricem populi, Pius X:s Ad diem illum, Pius XI:s Miserentissimus Redemptor, Johannes Paulus II:s Redemptoris Mater samt det faktum att Benedictus XV lät instifta festdagen Maria mediatrix av all nåd, år 1921. Begreppet förekommer även i Lumen gentium från Andra Vatikankonciliet och i en bön som brukar tillskrivas Efraim syriern. 
I synnerhet protestantiska kyrkor har under modern tid tagit aktivt avstånd från såväl mediatrix som co-redemptrix.

### Webbkällor
- William G. Most, "Mary, Mediatrix of All Graces", Theology 523: Our Lady in Doctrine and Devotion (1994)